# كنبانية شريش
كَنبانية شريش هي ناحيةٌ في مقاطعة قادس جنوب إسبانيا. تتكون الناحية من بلديات شريش والقديس خوسية.

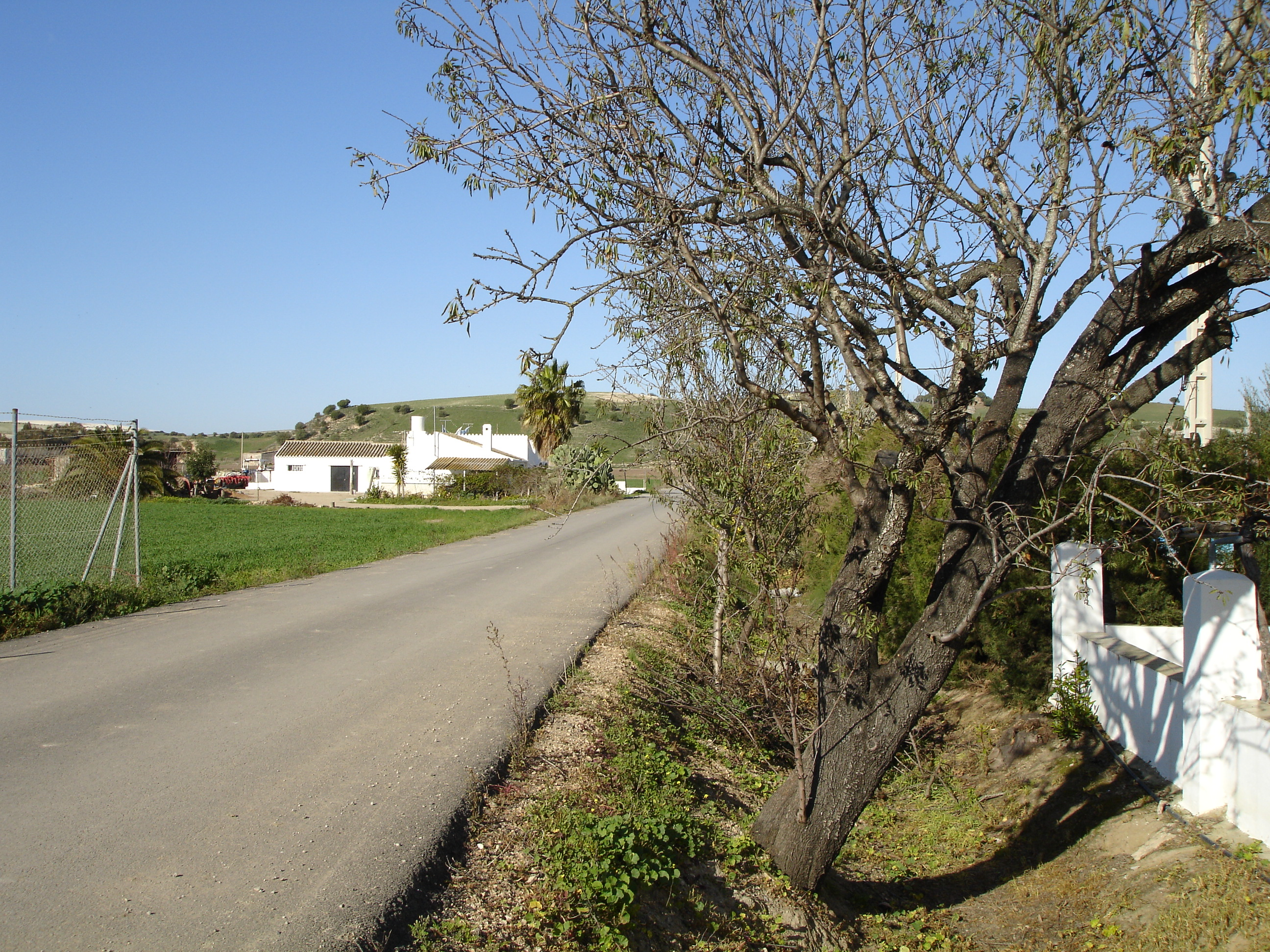